# Troisième circonscription de la Diète de Pologne
La 3e circonscription de la Diète de Pologne (en polonais : Okręg wyborczy nr 3 do Sejmu Rzeczypospolitej Polskiej) ou circonscription de Wrocław (en polonais : Okręg Wrocławiu) est une circonscription électorale polonaise située dans la voïvodie de Basse-Silésie.
Instituée par la réforme électorale de 2001, elle compte 14 sièges à pourvoir. Elle a son bureau centralisateur à Wrocław.

## Composition territoriale
La circonscription se compose de 9 districts et une ville-district :
Districts
district de Góra ;
district de Milicz ;
district d'Oleśnica ;
district d'Oława ;
district de Strzelin ;
district de Środa Śląska ;
district de Trzebnica ;
district de Wołów ;
district de Wrocław ;
Ville-districts
Wrocław (bureau centralisateur).
Lors des élections législatives du 13 octobre 2019, elle comptait 1 001 757 électeurs inscrits.

## Résultats électoraux

### Résumé
| Scrutin           | Votants | Députés                                                        | Députés | Députés |
| ----------------- | ------- | -------------------------------------------------------------- | ------- | ------- |
| 23 septembre 2001 | 46,92 % | Alliance de la gauche démocratique - Union du travail (SLD-UP) | 39,15 % | 6 / 14  |
| 23 septembre 2001 | 46,92 % | Plate-forme civique (PO)                                       | 17,83 % | 3 / 14  |
| 23 septembre 2001 | 46,92 % | Droit et justice (PiS)                                         | 10,26 % | 2 / 14  |
| 23 septembre 2001 | 46,92 % | Autodéfense de la république de Pologne (SRP)                  | 9,51 %  | 1 / 14  |
| 23 septembre 2001 | 46,92 % | Ligue des familles polonaises (LPR)                            | 7,86 %  | 1 / 14  |
| 23 septembre 2001 | 46,92 % | Parti paysan polonais (PSL)                                    | 4,74 %  | 1 / 14  |
| 25 septembre 2005 | 41,73 % | Plate-forme civique (PO)                                       | 32,36 % | 6 / 14  |
| 25 septembre 2005 | 41,73 % | Droit et justice (PiS)                                         | 25,70 % | 5 / 14  |
| 25 septembre 2005 | 41,73 % | Alliance de la gauche démocratique (SLD)                       | 10,00 % | 1 / 14  |
| 25 septembre 2005 | 41,73 % | Autodéfense de la république de Pologne (SRP)                  | 8,42 %  | 1 / 14  |
| 25 septembre 2005 | 41,73 % | Ligue des familles polonaises (LPR)                            | 6,73 %  | 1 / 14  |
| 21 octobre 2007   | 58,18 % | Plate-forme civique (PO)                                       | 53,20 % | 9 / 14  |
| 21 octobre 2007   | 58,18 % | Droit et justice (PiS)                                         | 28,40 % | 4 / 14  |
| 21 octobre 2007   | 58,18 % | Gauche et démocrates (LiD)                                     | 10,38 % | 1 / 14  |
| 9 octobre 2011    | 52,49 % | Plate-forme civique (PO)                                       | 50,53 % | 9 / 14  |
| 9 octobre 2011    | 52,49 % | Droit et justice (PiS)                                         | 25,64 % | 4 / 14  |
| 9 octobre 2011    | 52,49 % | Mouvement Palikot (RP)                                         | 9,59 %  | 1 / 14  |
| 25 octobre 2015   | 54,08 % | Droit et justice (PiS)                                         | 31,21 % | 6 / 14  |
| 25 octobre 2015   | 54,08 % | Plate-forme civique (PO)                                       | 30,49 % | 5 / 14  |
| 25 octobre 2015   | 54,08 % | .Moderne (.N)                                                  | 10,65 % | 2 / 14  |
| 25 octobre 2015   | 54,08 % | Kukiz'15                                                       | 8,74 %  | 1 / 14  |
| 13 octobre 2019   | 65,89 % | Droit et justice (PiS)                                         | 34,67 % | 5 / 14  |
| 13 octobre 2019   | 65,89 % | Coalition civique (KO)                                         | 32,80 % | 5 / 14  |
| 13 octobre 2019   | 65,89 % | Alliance de la gauche démocratique (SLD)                       | 15,41 % | 2 / 14  |
| 13 octobre 2019   | 65,89 % | Confédération Liberté et Indépendance (Konfederacja)           | 7,45 %  | 1 / 14  |
| 13 octobre 2019   | 65,89 % | Parti paysan polonais (PSL)                                    | 6,46 %  | 1 / 14  |

### Détail

#### Élections de 2001
| Parti | Parti                                   | Nom                                                                             | Voix        |
| ----- | --------------------------------------- | ------------------------------------------------------------------------------- | ----------- |
|       | Alliance de la gauche démocratique      | Jan Chaładaj                                                                    | 29 124      |
|       | Union du travail                        | Hanna Gucwińska                                                                 | 28 847      |
|       | Alliance de la gauche démocratique      | Janusz Krasoń                                                                   | 15 246      |
|       | Alliance de la gauche démocratique      | Jan Szymański                                                                   | 10 147      |
|       | Alliance de la gauche démocratique      | Teresa Jasztal                                                                  | 8 551       |
|       | Alliance de la gauche démocratique      | Andrzej Otręba                                                                  | 7 145       |
|       | Plate-forme civique                     | Bogdan Zdrojewski                                                               | 47 249      |
|       | Plate-forme civique                     | Grzegorz Schetyna                                                               | 4 849       |
|       | Plate-forme civique                     | Jacek Protasiewicz (jusqu'au 16/06/2004) Jarosław Duda (à partir du 24/06/2004) | 3 035 3 028 |
|       | Droit et justice                        | Kazimierz Ujazdowski                                                            | 25 871      |
|       | Droit et justice                        | Marek Muszyński                                                                 | 2 915       |
|       | Autodéfense de la république de Pologne | Piotr Kozłowski                                                                 | 10 920      |
|       | Ligue des familles polonaises           | Antoni Stryjewski                                                               | 12 492      |
|       | Parti paysan polonais                   | Janusz Dobrosz                                                                  | 5 131       |

#### Élections de 2005
| Parti | Parti                                   | Nom                      | Voix   |
| ----- | --------------------------------------- | ------------------------ | ------ |
|       | Plate-forme civique                     | Bogdan Zdrojewski        | 73 959 |
|       | Plate-forme civique                     | Stanisław Huskowski      | 12 334 |
|       | Plate-forme civique                     | Sławomir Piechota        | 7 281  |
|       | Plate-forme civique                     | Jarosław Duda            | 5 901  |
|       | Plate-forme civique                     | Ewa Wolak                | 3 465  |
|       | Plate-forme civique                     | Aldona Młyńczak          | 2 903  |
|       | Droit et justice                        | Kazimierz Ujazdowski     | 46 736 |
|       | Droit et justice                        | Dawid Jackiewicz         | 12 362 |
|       | Droit et justice                        | Wiesław Kilian           | 7 524  |
|       | Droit et justice                        | Beata Kempa              | 5 378  |
|       | Droit et justice                        | Aleksandra Natalli-Świat | 5 068  |
|       | Alliance de la gauche démocratique      | Janusz Krasoń            | 15 162 |
|       | Autodéfense de la république de Pologne | Jerzy Żyszkiewicz        | 10 527 |
|       | Ligue des familles polonaises           | Janusz Dobrosz           | 12 492 |

#### Élections de 2007
| Parti | Parti                              | Nom                                                                                      | Voix         |
| ----- | ---------------------------------- | ---------------------------------------------------------------------------------------- | ------------ |
|       | Plate-forme civique                | Bogdan Zdrojewski                                                                        | 213 883      |
|       | Plate-forme civique                | Sławomir Piechota                                                                        | 13 345       |
|       | Plate-forme civique                | Stanisław Huskowski                                                                      | 9 584        |
|       | Plate-forme civique                | Ewa Wolak                                                                                | 7 686        |
|       | Plate-forme civique                | Andrzej Łoś (jusqu'au 10/11/2007) Roman Kaczor (à partir du 23/11/2007)                  | 6 064 3 175  |
|       | Plate-forme civique                | Aldona Młyńczak                                                                          | 5 420        |
|       | Plate-forme civique                | Aleksander Skorupa (jusqu'au 28/12/2010) Jarosław Wojciechowski (à partir du 19/01/2011) | 4 851 2 455  |
|       | Plate-forme civique                | Michał Jaros                                                                             | 4 740        |
|       | Plate-forme civique                | Norbert Raba                                                                             | 4 306        |
|       | Droit et justice                   | Kazimierz Ujazdowski                                                                     | 73 416       |
|       | Droit et justice                   | Aleksandra Natalli-Świat (morte le 10/04/2010) Wiesław Kilian (à partir du 05/2010)      | 21 999 5 210 |
|       | Droit et justice                   | Dawid Jackiewicz                                                                         | 14 653       |
|       | Droit et justice                   | Beata Kempa                                                                              | 10 228       |
|       | Alliance de la gauche démocratique | Janusz Krasoń                                                                            | 21 490       |

#### Élections de 2011
| Parti | Parti               | Nom                                                                                  | Voix          |
| ----- | ------------------- | ------------------------------------------------------------------------------------ | ------------- |
|       | Plate-forme civique | Bogdan Zdrojewski (jusqu'au 27/05/2014) Aldona Młyńczak (à partir du 05/06/2014)     | 149 962 4 855 |
|       | Plate-forme civique | Sławomir Piechota                                                                    | 11 750        |
|       | Plate-forme civique | Ewa Wolak                                                                            | 11 554        |
|       | Plate-forme civique | Michał Jaros                                                                         | 9 635         |
|       | Plate-forme civique | Jarosław Charłampowicz                                                               | 8 399         |
|       | Plate-forme civique | Stanisław Huskowski                                                                  | 7 164         |
|       | Plate-forme civique | Marek Łapiński                                                                       | 6 357         |
|       | Plate-forme civique | Maciej Zieliński                                                                     | 6 099         |
|       | Plate-forme civique | Roman Kaczor                                                                         | 5 302         |
|       | Droit et justice    | Dawid Jackiewicz (jusqu'au 27/05/2014) Przemysław Czarnecki (à partir du 05/06/2014) | 26 648 6 222  |
|       | Droit et justice    | Kazimierz Ujazdowski (jusqu'au 27/05/2014) Piotr Babiarz (à partir du 05/06/2014)    | 26 621 3 575  |
|       | Droit et justice    | Mariusz Jędrysek                                                                     | 22 381        |
|       | Droit et justice    | Jacek Świat                                                                          | 14 904        |
|       | Mouvement Palikot   | Wincenty Elsner                                                                      | 15 969        |

#### Élections de 2015
| Parti | Parti               | Nom                                                                         | Voix         |
| ----- | ------------------- | --------------------------------------------------------------------------- | ------------ |
|       | Droit et justice    | Mirosława Stachowiak-Różecka                                                | 41 296       |
|       | Droit et justice    | Beata Kempa (jusqu'au 28/05/2019) Agnieszka Soin (à partir du 12/06/2019)   | 29 877 3 527 |
|       | Droit et justice    | Jacek Świat                                                                 | 17 281       |
|       | Droit et justice    | Mariusz Jędrysek                                                            | 13 982       |
|       | Droit et justice    | Piotr Babiarz                                                               | 12 950       |
|       | Droit et justice    | Przemysław Czarnecki                                                        | 9 200        |
|       | Plate-forme civique | Alicja Chybicka                                                             | 62 211       |
|       | Plate-forme civique | Jacek Protasiewicz                                                          | 29 922       |
|       | Plate-forme civique | Michał Jaros                                                                | 12 235       |
|       | Plate-forme civique | Sławomir Piechota                                                           | 5 959        |
|       | Plate-forme civique | Aldona Młyńczak                                                             | 5 189        |
|       | .Moderne            | Krzysztof Mieszkowski                                                       | 24 525       |
|       | .Moderne            | Joanna Augustynowska                                                        | 9 989        |
|       | Kukiz'15            | Kornel Morawiecki (mort le 30/09/2019) Edyta Kubik (à partir du 15/10/2019) | 26 101 3 976 |

#### Élections de 2019
| Parti | Parti                          | Nom                          | Voix   |
| ----- | ------------------------------ | ---------------------------- | ------ |
|       | Droit et justice               | Mirosława Stachowiak-Różecka | 91 236 |
|       | Droit et justice               | Przemysław Czarnecki         | 19 413 |
|       | Droit et justice               | Jacek Świat                  | 15 537 |
|       | Droit et justice               | Paweł Hreniak                | 15 166 |
|       | Droit et justice               | Agnieszka Soin               | 14 716 |
|       | Plate-forme civique            | Grzegorz Schetyna            | 66 859 |
|       | Plate-forme civique            | Michał Jaros                 | 30 196 |
|       | Parti Vert                     | Małgorzata Tracz             | 28 676 |
|       | Plate-forme civique            | Sławomir Piechota            | 14 844 |
|       | .Moderne                       | Krzysztof Mieszkowski        | 13 814 |
|       | Printemps                      | Krzysztof Śmiszek            | 43 447 |
|       | Sans                           | Agnieszka Dziemianowicz-Bąk  | 14 257 |
|       | Mouvement national             | Krzysztof Tuduj              | 19 617 |
|       | Union des démocrates européens | Jacek Protasiewicz           | 17 618 |